# Elis Andreen

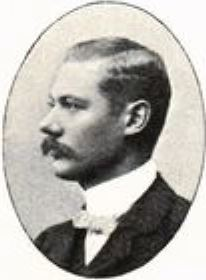
Elis Andreen.

Elis Carl Arthur Andreen, född 10 augusti 1877 i Köpenhamn, död 26 juli 1941 i Göteborg, var en svensk ingenjör. 
Efter mogenhetsexamen i Göteborg 1895 och avgångsexamen från Chalmers tekniska läroanstalt 1898 studerade Andreen vid Polytechnikum i Zürich 1898–1899. Han var ingenjör vid Union Elektricitäts-Gesellschaft i Berlin 1899–1901, föreståndare för provrummet vid Elektriska AB Magnet i Ludvika 1901–1903, anställdes vid Asea i Västerås 1903, var konsulterande ingenjör 1907–1910, föreståndare för Elektriska prövningsanstaltens Göteborgsbyrå 1908–1910, blev chefskonstruktör vid Motorfabriken Eck i Partille 1910 och professor i elektroteknik (maskinkonstruktioner) vid Chalmers tekniska institut 1920.
Andreen patenterade i Sverige och utlandet uppfinningar inom elektriska instrument- och maskintekniken samt var vidare medarbetare i vetenskapliga tidskrifter. Han utgav Elektriciteten. De elektriska krafternas alstring och användning i människans tjänst (tillsammans med H. Holst, 1908, tredje upplagan 1920).